# Kispeleske
Kispeleske (románul Pelișor) Romániában, Szatmár megyében elhelyezkedő falu. Közigazgatásilag Lázári község része.

## Fekvése
Romániában, a Szatmári-síkságon, a magyar határ mellett, Szatmártól északra fekvő település.

## Története
Kispeleskét az oklevelek a 14. század elején említik először, nevét ekkor Pylyskeként írták.
Az 1300-as évek elején a Pylyskey család birtoka, azonban 1423 utánról már nincs többé adat róla, a család a 15. század elején kihalt.
1439-ben a Csernavoday család volt a település földesura, de a Csáky családnak is van itt birtokrésze, melyet 1450-ben zálogba adtak a Perényi családnak.
1476-ban már a szántai Bekcs, vagy Becsky család is birtokos itt, egészen a 19. század derekáig.
A 16. században a Becskyek mellett a Rosályi Kún családnak is van itt részbirtoka.
1717-ben az ellenséges hadak elpusztították, de hamar újjáépült.
Az 1900-as évek elején a település legnagyobb birtokosa Szoboszlay Sándor volt.

## Nevezetességek
- Református templom – a 16. században épült